# Oksana Czerkasowa
Oksana Leontjewna Czerkasowa (ros. Оксана Леонтьевна Черкасова, ur. 20 sierpnia 1951 roku w Norylsku) – rosyjska reżyserka, scenarzystka i producentka filmów animowanych.
W 1976 roku ukończyła studia w Instytucie Architektury w Swierdłowsku, a następnie, pięć lat później, kurs scenopisarstwa i reżyserii w Moskwie. Od 1981 roku pracowała w studiu filmowym w Swierdłowsku. W tym czasie zainteresowała się kulturą ludu Czukczów, która mocno wpłynęła na jej twórczość – ich legendy stały się podstawą wielu jej filmów animowanych, m.in. Kutkh i myshi czy Plemyannik kukuski.
Od 2002 roku wykłada na Uralskiej Państwowej Akademii Architektury i Sztuki.

## Wybrane nagrody
- Srebrny Gołąb na Międzynarodowym Festiwalu Filmów Dokumentalnych i Animowanych w Lipsku (za Nyurkina banja)
- Pierwsza nagroda na Festiwalu Filmowym w Zagrzebiu (za Nyurkina banja)[1]